# Jeremy Taylor

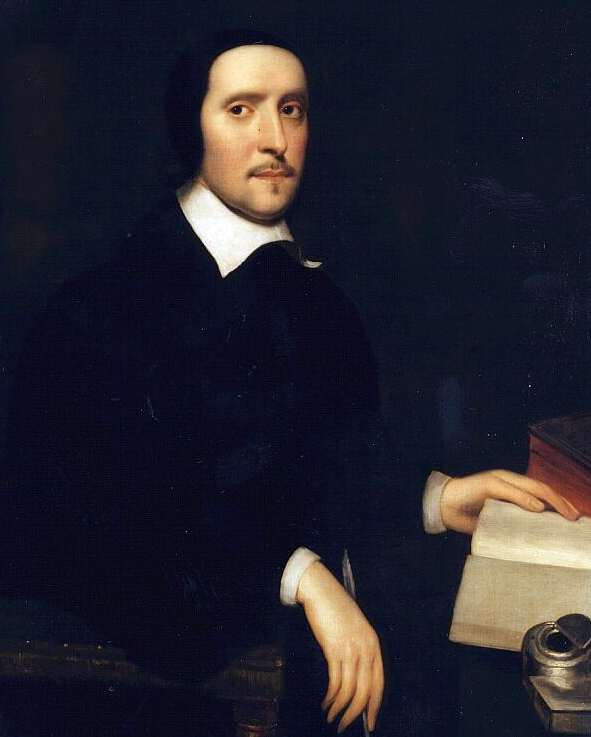
Jeremy Taylor

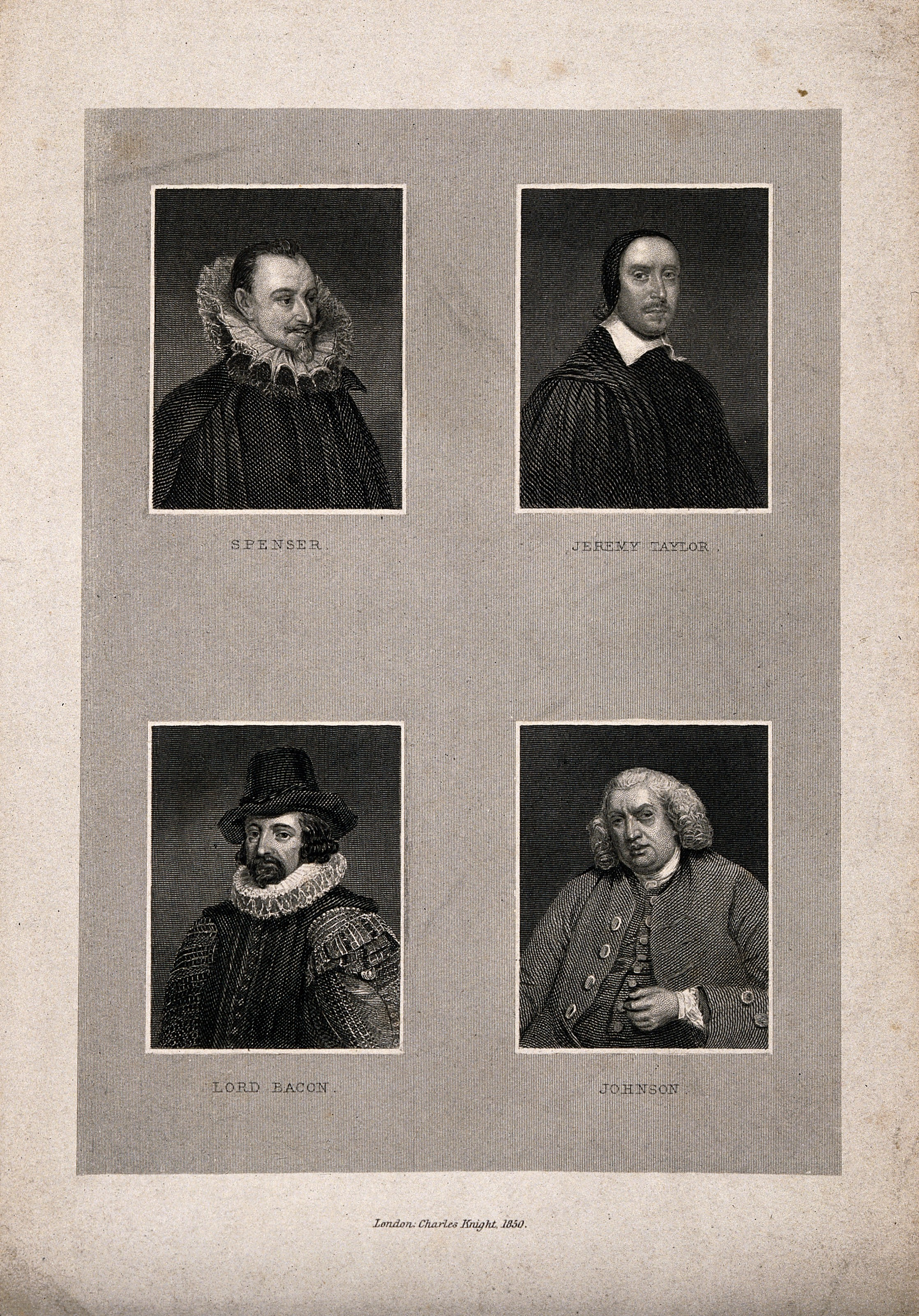
Francis Bacon, Edmund Spenser, Samuel Johnson und Jeremy Taylor

Jeremy Taylor (getauft am 15. August 1613 in Cambridge; † 13. August 1667 in Lisburn) war ein englischer Geistlicher. Er war Kleriker der Church of England, der während des Protektorats von Oliver Cromwell als Autor Berühmtheit erlangte. Nach der Wiederherstellung der Monarchie war er Bischof von Down und Connor in Nordirland sowie Vizekanzler der Universität Dublin.
Sein herausragender poetischer Stil brachte ihm Bezeichnungen wie "Homer of Divines" und "Shakespeare of the Church" (Allibone)  ein, und er wird häufig als einer der größten Prosaschriftsteller der englischen Sprache zitiert. Im |Heiligenkalender der Church of England wird an ihn mit einem Lesser Festival am 13. August erinnert. Den frommen Lebenswandel erörterte er in seinem wohl berühmtesten Werk The Rule and Exercise of Holy Living (“Regeln und Übungen heiligmäßigen Lebens”; London, R. Norton für Richard Royston, 1650).

## Werke (Auswahl)
- The whole works. With a life of the author and "A critical examination of his writings" by Reginald Heber. 15 Bände. London Rivington Cadell Longmann etc, 1828. Zweite Auflage der ersten umfassenden Werkausgabe (zuerst 1822 erschienen), 15 Bände.
- The whole works. Ed. by Reginald Heber. Rev. and corr. by Charles Page Eden. (1847–1854). Nachdr. Hildesheim ; New York : G. Olms Bd. 1–10
- The Rule and Exercise of Holy Living [“Regeln und Übungen heiligmäßigen Lebens”]; London, R. Norton für Richard Royston, 1650
- Der wahren Christen Leben und Wandel Nach Dem Fürbilde Jesu Christi, Oder Die Geschichte Von dem Leben Und Todt Unsers Herrn und Heylandes Jesu Christi. Philip Gottfried Saurman, Bremen, 1704 *